# Pinguicula moranensis
Pinguicula moranensis Humboldt, Bonpland & Kunth 1818 è una pianta carnivora appartenente alla famiglia Lentibulariaceae, endemica del Messico e del Guatemala.
Forma delle rosette estive di foglie piatte e succulente lunghe fino a 10 cm e ricoperte da ghiandole che secernono una sostanza mucillaginosa e collosa per la cattura e la digestione degli insetti. I nutrienti derivati dalle prede sono usati per supplire alla loro mancanza nei substrati in cui queste piante vivono.
In inverno formano delle rosette di foglie non-carnivore, piccole e carnose.
La fioritura avviene due volte all'anno. I fiori, di colore rosa, porpora o viola sono portati da uno stelo floreale lungo fino a 25 cm.